# Papkasse
En papkasse er en beholder og kiste, som er lavet af pap, og ofte bruges til opbevaring af forskellige genstande.

## Historie
Den første kommercielle papkasse (ikke-bølgepap) blev fremstillet i England i 1817.
Den skotsk-fødte Robert Gair opfandt "pre-cut"-kartonen eller papkassen i 1890.
Den øgede popularitet af morgenmadsprodukt øgede brugen af papæsker i væsentlig grad. Den første, der benyttede papæsker til salg af morgenmadsprodukter var Kellogg Company.[kilde mangler]
Bølgepap blev patenteret i England i 1856, og blev anvendt til foring i hatte. Patentet blev utstedt til Albert Jones i New York City.
Jones brugte bølgepap til indpakning af genstand af glas. Den første maskine, der producerede bølgepap, blev bygget i 1874 af G. Smyth, og samme år forbedrede Oliver Long Jones designet ved at samle bølgepappen med lineære ark på begge sider. Denne type bølgepap svarer til den type, der benyttes i dag. Den første papkasse af bølgepap blev produceret i USA i 1895.
Ved begyndelsen af 1900-tallet, blev trækasser og -bokse i vidt omfang erstattet af bølgepapkasser. I 1908 blev begreberne "bølgepapkasse" og "bølgepap" begge brugt i papirhandelen.